# Snorri Sturluson
Snorri Sturluson /ˈsn̥ɔrɪ ˈstʰʏrtl̥ʏsɔn/ (Hvammr, c. 1178/1179-Reykholt, 23 de septiembre de 1241) fue un jurista, escaldo, historiador y escritor islandés. Profesaba la fe cristiana, al igual que la totalidad de los aristócratas islandeses. En dos ocasiones fue elegido lagman del Alþing (Parlamento islandés). Es el autor de la Edda prosaica o Edda menor, que consiste de Gylfaginning («la alucinación de Gylfi»), una narrativa de la mitología nórdica, Skáldskaparmál, un libro con lenguaje poético, y Háttatal, una lista con formas de verso. También es el autor de Heimskringla, una historia de los reyes noruegos que comienza con un tono legendario en Saga de los Ynglings y alcanza la primera parte del Medioevo de la historia de Escandinavia. Además, por razones estilísticas y metodológicas, por lo general se considera que Sturluson es el autor de la Saga de Egil Skallagrímson.

## Vida
Snorri era hijo de Sturla Þórðarson, goði de Hvammr, y de Guðný Böðvarsdóttir (1147-1221), una hija de Böðvar Þórðarson. Se casó a los veinte años con una mujer adinerada, de la que años después se separó, dejándole dos hijos. A los 35 años fue elegido jefe del Althing (asamblea legislativa) de Islandia. En el año de 1218 viajó a Noruega. En la corte del rey Haakon IV de Noruega recibió el título de lendmann o barón. Sturluson se comprometió con el rey noruego a que los islandeses aceptaran la dependencia de Noruega. Al regresar a Islandia, envió a su hijo Jón murtur a Noruega en calidad de rehén. Por estas circunstancias fue declarado traidor a Islandia y posteriormente en Noruega se le declaró traidor por no haber cumplido la promesa de anexión.
En el año 1224 contrajo matrimonio por segunda vez, lo que le convirtió en el hombre más rico de Islandia.
Después de la guerra civil en Islandia, Sturluson fue asesinado por Árni beiskur y otros hombres de Gissur Þorvaldsson, vasallo del rey noruego. En 1241, Gissur envió a una partida de hombres a casa de Sturluson y cumplió su cometido. Dice la leyenda que antes de morir, las últimas palabras de Sturluson fueron: «Eigi skal höggva!» («¡No me cortéis la cabeza!»).

## Obra
Fue el autor de la Saga de Egil Skallagrímson y la Heimskringla (o Crónica de los reyes de Noruega) y la famosa Edda prosaica, un manual para poetas donde figura el Gylfaginning o Alucinación de Gylfi, una cosmogonía de la mitología nórdica. Es considerado uno de los grandes literatos de la literatura medieval islandesa.

## Descendencia
Como todos los grandes personajes con gran poder de la época, las sagas son prolíficas en detalles sobre sus relaciones lícitas e ilícitas con diversas mujeres:
1. Þuríður Hallsdóttir (n. 1180) con quien tuvo dos hijos, Þorsteinn y Órækja Snorrason, y una hija llamada Vilborg.
2. Hallveig Ormsdóttir hija de Ormur Jónsson Breiðbælingur, sin descendencia conocida.
3. Guðrún Hreinsdóttir (n. 1179), hija de Hreinn Hermundsson (n. 1152) de Þingeyraklaustur, Austur-Húnavatnssýsla con quien tuvo una hija, Ingibjörg Snorradóttir (n. 1198). Ingibjörg sería la primera esposa de Gissur Þorvaldsson.
4. Oddný (n. 1180), con quien tendría una hija, Þórdís Snorradóttir, que sería esposa de Þorvaldur Snorrason Vatnsfirðingur.
5. Herdís Bessadóttir (1180-1233) hija de Bessi Vemundsson (n. 1150) de Borg, con quien tendría dos hijos Jón murtur y Hallbera que sería esposa de Árni óreiða Magnússon.